# عباس محمد (لاعب كرة قدم)
عباس محمد لاعب كرة قدم عراقي سويدي في مركز الدفاع، ولد في 15 يونيو 1998. يلعب مع نادي نوروز في الدوري العراقي الممتاز.

## الحياة الشخصية
ولد عباس محمد في السويد عائلته من بغداد ، وهو ابن خال جاسم محمد لاعب المنتخب العراقي السابق .

## وصلات خارجية
- عباس محمد (لاعب كرة قدم) على موقع اتحاد السويد (السويدية)
- عباس محمد (لاعب كرة قدم) على موقع قاعدة بيانات كرة القدم.إي يو (الإنجليزية)
- عباس محمد (لاعب كرة قدم) على موقع Soccerway.com (الإنجليزية)